# Pseudotolida ephippiata
Pseudotolida ephippiata es una especie de coleóptero de la familia Mordellidae.

## Distribución geográfica
Habita en Guatemala y Brasil.